# Лаку Бабеј (Васлуј)
Лаку Бабеј (рум. Lacu Babei) насеље је у Румунији у округу Васлуј у општини Богдана. Oпштина се налази на надморској висини од 415 m.

## Становништво
Према подацима из 2002. године у насељу је живело 362 становника, од којих су сви румунске националности.